# Édouard Duleu
Édouard Duleu, né le 21 avril 1909 à Wattrelos (Nord) et mort le 26 octobre 2001 à Gauré (Haute-Garonne), est un musicien accordéoniste et compositeur français.

## Biographie
Après être entré à l'âge de onze ans à la Société des accordéonistes du Laboureur de Wattrelos comme élève de Charles Verstraete père, Édouard Duleu part à Paris où il exerce la profession de pompier dans les années 1930. Lorsque la France est occupée, Édouard Duleu se réfugie en zone libre, à Toulouse où il enchaîne les bals populaires et se fait connaître. De retour à Paris, il entre dans la maison de disques Philips et signe ses premiers disques avant de s'installer en 1954 à Gauré dans le domaine de la Coda.
Ami de Georges Brassens, d'André Verchuren et de Maurice André, Édouard Duleu est l'un des principaux représentants accordéonistes de la seconde moitié du XXe siècle. Au cours de sa carrière, il totalise 140 albums, sept disques d'or et plus de 25 millions de disques vendus pour quelque mille morceaux enregistrés.
Il est inhumé au cimetière de Gauré (Haute-Garonne).
Après sa mort, l'association des amis d'Édouard Duleu organise en 2014 le premier festival d'accordéon à Gauré intitulé Festival de la Boîte à punaises.

## Distinctions
- Grand Prix du disque de l'Académie Charles-Cros en 1955
- Chevalier de l'ordre des Palmes académiques en 1989
- Commandeur de l'ordre des Arts et des Lettres en 1994[4]
  - Chevalier en 1957[5].

## Discographie sélective
- Trompette-Musette
- Marianne
- Printemps sans amour
- L'Arrivée du tiercé
- Bal champêtre
- Le Gondolier

## Musique de film
- 1944 : Toulouse libérée de Lluch de Mons et Ismaël Girard.

## Publications
- Ma vie sur un air d'accordéon, 1981. Préface par Georges Brassens.